# Overhalla
Overhalla és un municipi situat al comtat de Trøndelag, Noruega. Té 3,636 habitants i té una superfície de 729.79 km². El centre administratiu del municipi és el poble de Ranemsletta.

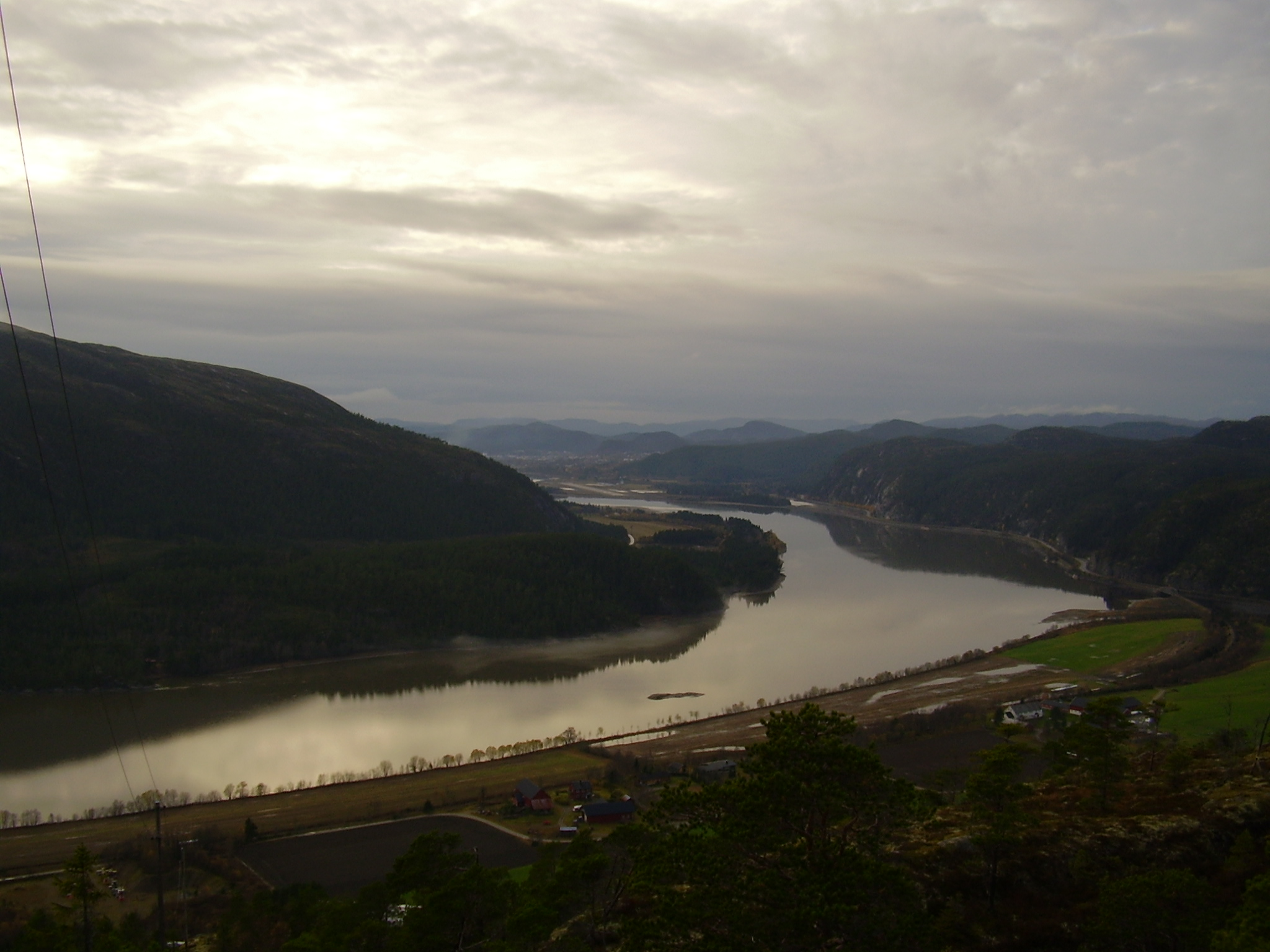
Vista del riu Namsen al seu pas per Overhalla.

El municipi inclou part del llac d'Eidsvatnet, on neix el riu Namsen, que s'estén des de l'est cap a l'oest. En el moment en què arribi a la frontera amb Namsos, el Namsen ja és salobre i influenciat per les marees de l'oceà. El riu Nordelva també desemboca en un estuari al municipi. A la riba sud del Namsen, hi ha una zona muntanyosa que inclou diversos llacs, els quals marquen la frontera amb Snåsa.
La població es concentra al centre de l'àmplia vall del riu Namsen. Els serveis públics, l'agricultura i el turisme són les principals fonts d'ingressos. Diverses empreses conegudes al país es troben en aquest municipi.
L'històric ferrocarril de la Línia de Namsos travessava el municipi en la seva ruta de Grong a Namsos. La línia va ser tancada al trànsit de passatgers el 1978, però el tràfic de mercaderies va continuar uns anys més, fins al seu tancament oficial el 2002. La Carrera Comtal Noruega 17 també travessa el municipi.